# いわき市立小名浜東小学校
いわき市小名浜東小学校（いわきしりつ おなはまひがししょうがっこう）は、福島県いわき市小名浜諏訪町にある公立小学校。

## 沿革
- 1959年（昭和34年）
  - 4月 - 磐城市立小名浜東小学校として開校。
  - 7月10日 - 開校式挙行[5]。
- 1966年（昭和41年）10月1日 - 新産業都市建設促進法第23条に則った磐城市を含む5市4町5村が新設合併した、いわき市発足により、いわき市小名浜東小学校と改称。
- 1970年（昭和45年）3月 - 屋内運動場建築[6]。
- 1987年（昭和62年）3月 - 北校舎東建築[6]。
- 1988年（昭和63年）3月 - 北校舎西建築[6]。
- 1989年（平成元年）3月 - 南校舎建築[6]。
- 2011年（平成23年）
  - 3月11日 - 14時46分頃に発生した東日本大震災（東北地方太平洋沖地震）により、3月16日まで、体育館に2次避難所が設置される[7]。
  - 4月25日 - いわき市は、本校を含む市内全小・中学校へ、パン・牛乳の提供を開始[7]。
  - 5月2日 - いわき市は、本校を含む市内全小・中学校へ、パン・牛乳に副食物を加えた簡易給食の提供を開始[7]。

## 特徴
- 南校舎と北校舎があり、南が職員室など。北が学級。
- 北校舎には、廊下ではなく、オープンスペースがある。
- 特別学級「ひがしっこ」がある。

## 学校生活
- 4年からはクラブ活動があり、サイエンス、パソコン、工作、屋外スポーツ、音楽、屋内スポーツ、手芸クッキングなどがある。
- 5年からは、委員会があり、体育、報道・集会などがある。
- 1年は5時間目下校で、2年は火曜日、3年は火曜日と木曜日、4年は火曜日と水曜日と木曜日、5,6年は月曜日と火曜日、水曜日、木曜日が6校時下校となる。

## 教育目標
- 進んで学ぶ子
- 我慢強い子
- 元気な子
- 思いやりのある子

## 行事
- 運動会には、紅組、白組に加えて青組がある。
- 11月には、ヒガリンピックがある。

## 通学区域
- いわき市
  - 小名浜上神白（字東大沢を除く）
  - 小名浜下神白（字左ノ内、字筒地、字草木屋、字弥木太郎、字綱取、字三崎及び胤現台）
  - 小名浜（字古湊、字栄町、字小屋ノ内、字田ノ入、字観音作、字播摩作、字寺ノ脇、字御殿後、字元陳屋敷、字弥木太郎台、諏訪町、字小名川岡、字垣内、港ケ丘及び字垣内台）
  - 小名浜岡小名（字前原、字仏玄前、字水押、字権現山、字池袋、字住ケ谷、字塚田、字猿網、字薬師前、字池ノ内、一丁目、二丁目、三丁目及び四丁目）
  - 湘南台[8]

進学先中学校はいわき市立小名浜第二中学校である。

## 学校周辺
- いわき市立小名浜第二中学校 - 校地北側に隣接、かつ進学先中学校。
- 善行院
- 神楽場公園
- 小名浜諏訪神社

## アクセス
- 新常磐交通で、
  - 「小名川橋」停留所下車後、
    - 小名浜車庫方面行のりばから、徒歩約605m・約9分。
    - 泉駅・湯本駅・いわき駅方面行のりばから、徒歩約610m・約9分。

  - 「小名浜一小」停留所下車後、
    - 東警察署方面行のりばから、徒歩約1km・約15分。
    - いわき駅前（鹿島経由）行・昌平中高（鹿島→中央台経由）行・ラパーク行・いわき光洋高校行のりばから、徒歩約970m・約15分。